# Parachordodes tegonotus
Parachordodes tegonotus är en tagelmaskart som beskrevs av Poinar, Rykken och LaBonte 2004. Parachordodes tegonotus ingår i släktet Parachordodes och familjen Chordodidae. Inga underarter finns listade i Catalogue of Life.